# Anna Sokolow
Anna Sokolow   (Hartford, 9 de febrer de 1910 - Manhattan, 29 de març de 2000) va ser una ballarina i coreògrafa estatunidenca. Actuava internacionalment, creant peces polítiques i teatrals. Va treballar amb grans companyies, incloent "Martha Graham Company" i "Companyia de Dansa Batsheva". Sokolow també va formar el seu propi grup "Unitat de Dansa" que es va convertir en el Projecte dels Interprets i que es dispersà després de la seva mort. També va ser cofundadora de l'"Actors Studio".

## Entrenament
Sokolow va començar la seva formació de dansa prenent classes amb Emanuel Sisterhood juntament amb la seva germana Rose. El seu primer professor, Elsa Pohl, que estava influenciada pel treball d'Isadora Duncan. Malgrat l'objecció de la seva família, Sokolow es va allunyar de casa i va abandonar l'escola a favor d'una carrera de dansa als 15 anys. Mentre estava entrenant, Sokolow es va recolzar treballant en una fàbrica. Va començar a entrenar sota la guia de Bird Larson, Irene Lewisohn, Louis Horst, Martha Graham i Blanche Talmud a la "Playhouse Neighbourhood" a la "Henry Street Settlement House" en 1925 com a "Ballari Junior". Talmud, el professor principal de Sokolow, tenia experiència en Delsarte i el Mètode Dalcroze. Com a estudiant a la "Playhouse", Sokolow va estudiar veu, dansa i pantomima. Finalment va rebre una beca completa a la "Playhouse", i va participar en la seva primera gran actuació el 1928 com a part de la "Simfonia Israel" de E. Bloch.

## Carrera
Sokolow va actuar per primera vegada amb la companyia Martha Graham en 1930. Va ballar amb la companyia com a solista durant uns 8 anys. Durant la seva carrera amb l'empresa Graham, va assistir a Louis Horst en les seves classes de coreografia. Una de les seves actuacions notables amb la companyia va ser en el "Ritu de primavera" de L. Massine el 1930.
Les primeres presentacions en solitari de Sokolow es van produir entre 1929 i 1932. Va desenvolupar el "Theatre Union Dance Group" el 1933, que va passar a denominar-se "Unitat de Dansa" el 1935. En els programes de "Unitat de Dansa", el nom d'Anna Sokolow no es va destacar per tal de per portar més atenció al grup enfront de determinats individus. Malgrat això, els ballarins van ser coneguts com els "Sokolovas". En 1936, es va presentar una nit completa del seu propi treball a la YMHA de Nova York. Algunes de les obres incloses al programa van ser Speaker (1935), Strange American Funeral (1935), Inquisition '36 (1936), i Four Little Salon Pieces (1936). El 1937, quatre homes es van unir a la Unitat de Dansa per primera vegada, estrenant-se en extractes d'un poema de guerra (1937). Amb els homes afegits, va evitar dividir el moviment basant-se en el gènere i, en lloc d'això, va presentar tots els cossos com a iguals. Sokolow es va unir a la New Dance League en 1937.
A partir de la dècada de 1930, es va afiliar al moviment polititzat de "dansa radical", del qual va desenvolupar la seva obra Trilogia Anti-Guerra (1933). Durant aquest període, va realitzar i coreografiar treballs en solitari i conjunt, que van abordar temes que incloïen l'explotació dels treballadors i els problemes creixents dels jueus a Alemanya. Sokolow va inspirar molt el moviment de la Unió, ja que considerava als sindicats el seu primer públic. Sovint va explorar temes del comunisme, el socialisme i la classe obrera a través de les seves danses, particularment en Strange American Funeral (1935) i Case No. - (1937). Diverses obres d'aquest període, incloses Anti-War Trilogy, van ser creades per la música del compositor Alex North.
A la dècada de 1940, Sokolow va continuar estrenant obres a diversos llocs de la ciutat de Nova York, com The Bride (1946), una peça influïda per elements tradicionals de les cerimònies jueves ortodoxes.
Des de 1955-1985, Sokolow va coreografiar periòdicament al "Juilliard Dance Ensemble" a la "Juilliard School". Va crear nombroses peces destacades per al grup, incloent Primavera (1955) i Ballade (1965).
El 1953, Sokolow va crear Lyric Suite, una de les seves obres més ben rebudes. Una col·lecció de solos, duos, i el treball conjunt amb la música de Alban Berg, Suite Lírica va ser notable per la seva manca d'una narrativa i el seu disseny "forma suite". El "New Dance Group" va patrocinar la primera presentació de la Suite Lírica al març de 1954. Sokolow va considerar aquesta peça com l'inici d'una nova era en la seva coreografia.
Una altra de les obres de signatura de Sokolow va ser Rooms (1955), una peça que va explorar la solitud. La música - composta per Kenyon Hopkins - va ser originalment un score de jazz. Les sales estaven dividides en sis seccions: somni, fugida, desig, pànic, somni i finalitat? La peça va comptar amb vuit ballarins i vuit cadires, amb la intenció que cada ballarina i cadira representessin un personatge específic en una sala aïllada. Les sales també van obtenir crítiques positives, amb molts crítics que van notar el seu poderós impacte emocional.
Des de 1958-65, Sokolow va crear la seva sèrie Opus. Aquesta sèrie inclou Opus '58 (1958), Opus Jazz 1958 (1958), Opus '60 (1960), Opus '62 (1962), Opus '63 (1963) i Opus 65'(1965) El conjunt de sis peces, juntament amb Session for Six (1958) i Session for Eight (1959), utilitzen vocabularis i continguts de moviment similars amb lleugeres variacions en cadascuna. Les puntuacions de la banotation mostren les similituds trobades, incloses, usades per accents forts i la caiguda del cos i les seves parts al terra.
A la dècada de 1960, Sokolow va utilitzar l'estil de jazz per protestar contra la guerra que es va produir a Vietnam i donar veu als contracultures d'Amèrica. Time (1966) va ser una dansa de protesta de guerra amb múltiples parts. En la peça va fer servir imatges clares dels soldats i les seves experiències de guerra. La peça va acabar amb soldats que semblen ferits i es mantenen amb els altres, mostrant les grans dificultats comeses per la guerra.

## Treballs de teatre
Sokolow va començar la seva associació amb Broadway el 1947, coreografiant per a la "Street Scene" musical. Va coreografiar per a diverses produccions de Broadway, com Happy com Larry (1950) i Camino Real (1953).
Estava preparada per treballar en Hair (1967), però una cirurgia d'emergència no li va permetre participar plenament en el procés. En conseqüència, va abandonar la producció. Quan se li va demanar que es tornés a unir, ella va negar l'oportunitat mentre s'oposava a l'ús de nuesa en la producció.
Sokolow també va coreografia amb freqüència obres com Carmen (1956) i ¡¡Candide (1956) - per a l'Òpera de Nova York.

## Treball internacional
Encara que es trobava a Nova York, Sokolow també era coneguda pel seu treball a l'estranger. El 1939 va viatjar a Mèxic amb la seva companyia per actuar a la Belles Arts de la Ciutat de Mèxic, on van rebre crítiques positives. Aquest èxit va conduir a la formació del grup, La Paloma Azul on va debutar la ballarina mexicana Ana Mérida. Sokolow va crear quatre obres per a aquesta empresa El Renacuajo Paseador (1940). Després que els seus ballarins abandonessin per tornar a la ciutat de Nova York, Sokolow va optar per quedar-se enrere per seguir treballant a petició del Ministeri d'Educació Pública. La Paloma Azul es va dissoldre el 1940 a causa de l'aparició d'un grup de ball de competidors. Finalment va tornar a la ciutat de Nova York a principis dels 40, però va continuar visitant ocasionalment la Ciutat de Mèxic al llarg de la seva carrera.
Jerome Robbins va encoratjar a Sokolow a anar a Israel per treballar amb els "Ballarins Inbal" en 1953. Les visites de Sokolow a Israel van començar en els anys cinquanta i van concloure en els anys vuitanta. El seu primer programa per estrenar a Israel va comptar amb The Treasure (1962), The Soldier's Tale (1954) i Dreams (1961). El 1962, va ajudar a establir el Teatre Líric d'Israel. La companyia va ser de curta vida, ja que es van dissoldre el 1964. Sokolow va tornar a Israel com a coreògrafa convidada de la "Batsheva Dance Company" el 1972.

## Ensenyament
Una de les experiències docents primerenques d'Anna Sokolow es va produir durant un viatge a Rússia a principis dels anys trenta. Mentre estava al costat del seu llavors amant i col·laborador musical, Alex North, va ensenyar classes de la tècnica de Graham. El 1955, Sokolow va ensenyar les seves primeres classes a Juilliard. Va ingressar oficialment a la facultat el 1958 i va ensenyar classes en "mètode de ball" de 1958-93. Sokolow també va treballar al costat de Robert Lewis com a professor al "Repertory Theatre"" al Lincoln Center i al ""HB Studio". A més, va ensenyar classes de coreografia a la "Hebrew Arts School"" més tard en la seva carrera professional.

## The Actors Studio
El 1947, el seu gran i proper amic de Sokolow, Elia Kazan, la va convèncer de convertir-se en membre fundador de The Actors Studio. Sokolow va ensenyar moviment per als actors. Les classes estaven arrelades en la tècnica de Graham i també incorporaven treballs de peus i elements de ballet.
La seva obra Rooms (1955) va sorgir com una resposta a les seves experiències treballant amb grups d'actors aspirants. Sokolow eventualment va establir una producció a petita escala -Elmer i Lilly- en els seus estudiants. Va deixar "The Actors Studio" a mitjan anys cinquanta.

## Repertori
Des de la dispersió de l'empresa-Actors del projecte de Sokolow, l'any 2004, els seus antics directors co-artístics van formar institucions per mantenir el llegat de Sokolow. El Sokolow "Theatre Dance Ensemble" realitza el repertori de Sokolow més coreografies contemporànies sota la direcció de Jim May. El projecte de l'actor segueix revivint el treball de Sokolow encara avui.
Sokolow Now!, a l'arxiu de la companyia de dansa de la "Fundació Sokolow Dance", realitza el repertori de Sokolow exclusivament sota la direcció de Lorry May. La fundació també ofereix programes educatius únics i activa llicències i reconstrueix les obres de Sokolow. Moltes de les obres de Sokolow es van filmar i es van interpretar a la Biblioteca Pública de Nova York en la seva Divisió de Dansa.
| - Histrionics (1933) - Speaker (1935) - Stange American Funeral (1935) - Inquisition ‘36 (1936) - Four Little Salon Pieces (1936) - Case No.-- (1937) - Excerpts From a War Poem (F.T. Marinetti) (1937) - Slaughter of the Innocents (1937) - “Filibuster” from The Bourbons Got the Blues (1938) - Dance of All Nations, Lenin Memorial Meeting (1938) - Sing for Your Supper (1939) - The Exile (A Dance Poem) (1939) - Don Lindo de Almería (1940) - El Renacuajo Paseador (1940) - Lament for the Death of a Bullfighter (1941) - Kaddish (1945) - The Bride (1946) | - Mexican Retablo (1946) - Lyic Suite (1953) - Rooms (1955) - Bullfight (1955) - Sesion for Six (1958) - Opus ‘58 (1958) - Opus Jazz 1958 (1958) - Opus ‘60 (1960) - Dreams (1961) - Opus ‘62 (1962) - Opus ‘63 (1963) - Forms (1964) - Odes (1964) - Opus ‘65 (1965) - Time+ (1966) - Hair: The American Tribal Love-Rock Musical (1967) - Los Conversos [The Converts] (1981)[3] |

## Treballs per Broadway
- Noah (1935) - Interpretat amb música de - co-coreograf
- Sing for Your Supper (1939) - revue - co-coreògraf
- Street Scene (1947) - musical - coreògraf
- The Great Campaign (1947) - play - coreògraf
- Sleepy Hollow (1948) - músic - coreògraf
- Regina (1949) - òpera - coreògrafa
- Happy as Larry (1950) - músic - coreògraf
- Camino Real (1953) - Joc -Assistent de direcció
- Red Roses for Me (1955) - joc - coreògraf - nominació Premi Tony a la millor coreografia
- Candide (1956) - opereta - coreògrafa
- Copper and Brass (1957) - músic - coreògraf
- Clothes for a Summer Hotel (1980) - consultora de dansa

## Llegat

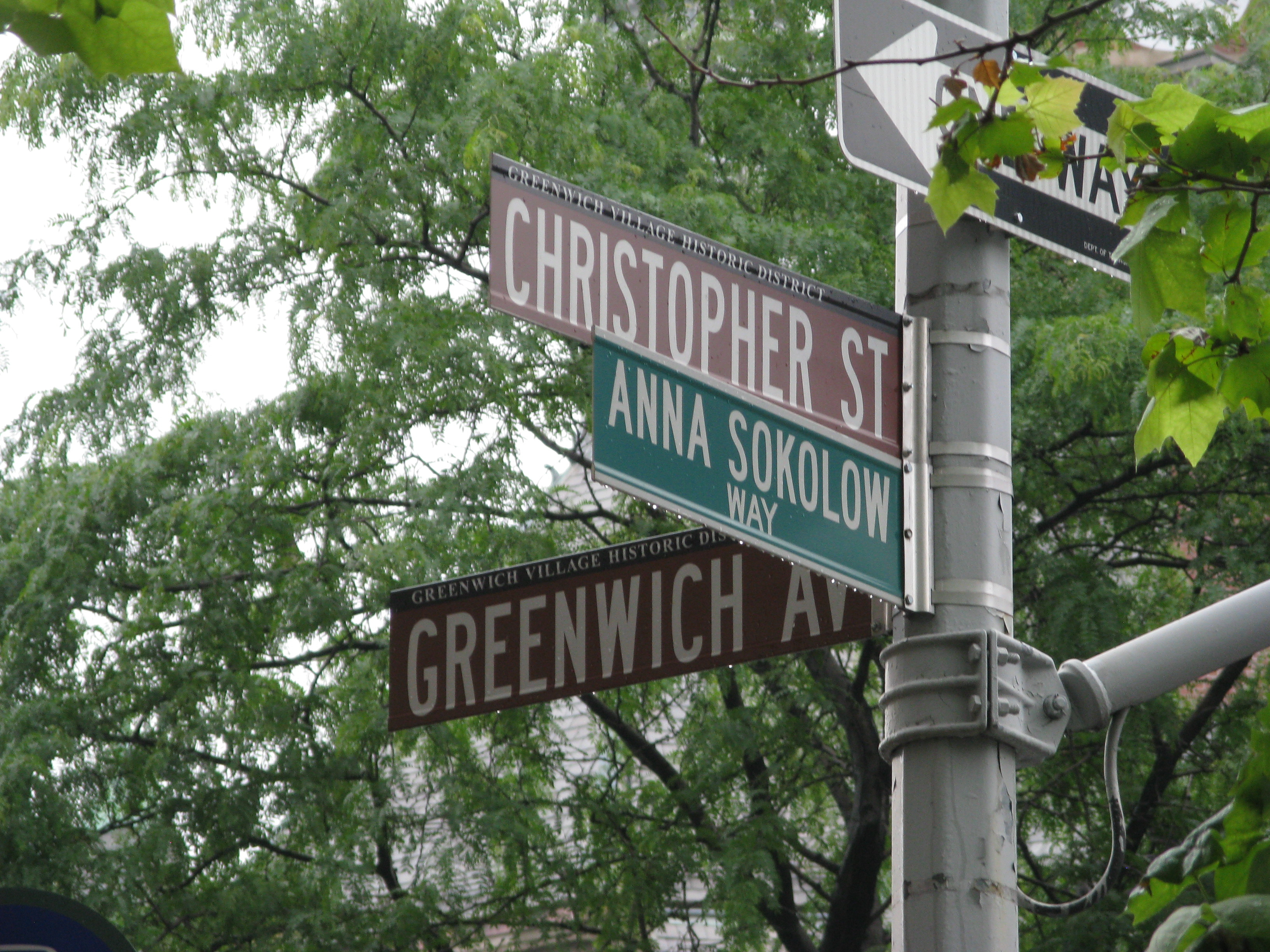
Anna Sokolow Way-Greenwich Village-Manhattan

Sobrenomenat "esperit rebel" de la dansa moderna, Sokolow era coneguda per la seva naturalesa estricta i intensa en els assaigs. Ella va guanyar una varietat de premis incloent el "Premi Samuel Scripps" (1991), premi d'honor de l'"Àguila Asteca" (1988), Doctor Honorari en Belles Arts per al Conservatori de Boston (1988), i un Doctorat Honorari en Humanitats per la Universitat Estatal d'Ohio (1978). El 1967, va rebre una beca de prestigi del Consell Nacional de les Arts, per valor de 10.000 dòlars; Sokolow va utilitzar aquest finançament per crear Deserts (1967). També va ingressar en el Saló de la fama del Senyor i Senyora, Cornelius Vanderbilt Whitney Hall del Museu de la Dansa el 1998 i l'Acadèmia Americana d'Arts i Lletres el 1993." Arts escèniques: Any en revisió 1998 - Dansa". Britannica.com. Recuperat l'1 de setembre de 2017. Sokolow va dedicar les seves obres, a les seves inspiradores, entre elles Isadora Duncan, Louis Horst, Anne Frank, José Limón, Vaslav Nijinsky, Martin Luther King Jr. i els seus pares. La seva coreografia ha estat realitzada per diverses companyies de dansa prominents, incloent l'"Alvin Ailey American Dance Theatre", "Batsheva", "Boston Ballet" i "Nederlands Dans Theatre".
Sokolow també va ser coneguda per la seva forta participació en el moviment comunista. A les eleccions de 1936 a Nova York, es va registrar com a comunista. A la dècada de 1940, també va ser una actriu destacada en diversos rallyes comunistes. No obstant això, a la dècada de 1950, Sokolow ja no es va alinear amb el partit comunista. Quan va ser qüestionat pel FBI, va citar la seva participació en els ral·lis i es va motivar a guanyar diners per a la seva actuació.

## Vida personal
Sokolow va estar involucrada romànticament amb Alex North, el seu col·laborador musical, durant set anys. Malgrat la dissolució de la seva relació, van continuar treballant junts al llarg de la seva carrera professional. No tenia fills.
Sokolow va patir depressió a la fi dels anys seixanta-primers dels anys setanta.
Sokolow va morir als 90 anys, el 29 de març de 2000 a Nova York.